# Joris Cassander

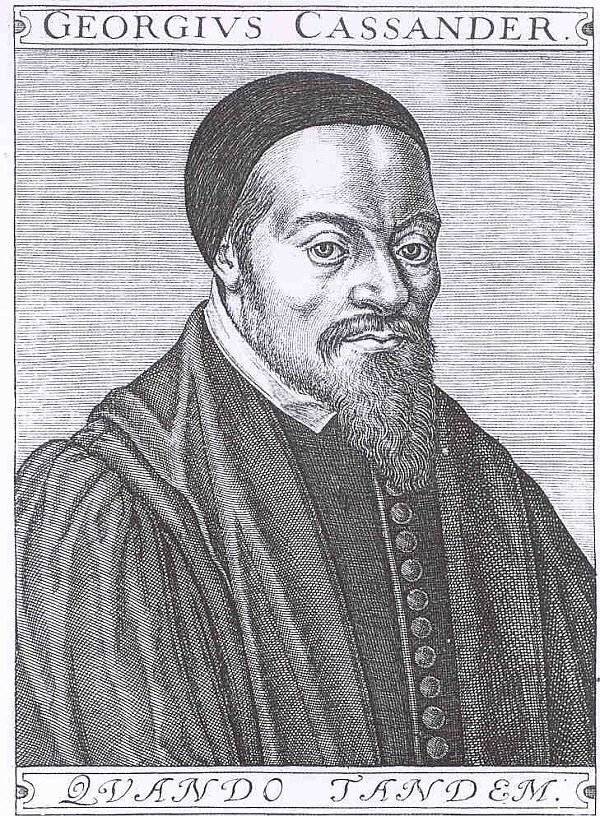
Joris Cassander

Joris Cassander (Pittem, 15 augustus 1513 - Keulen, 3 februari 1566), ook Cassanderus genaamd, was een Vlaams humanist en bemiddelaar tussen de godsdiensten.

## Levensloop
Cassander werd noch in Cadzand noch in Brugge geboren, zoals in sommige biografische nota's vermeld staat, maar wel in het West-Vlaamse Pittem.
Hij studeerde aan de universiteit van Leuven, waar hij in 1532 de titel Magister artium behaalde. Hij doceerde vervolgens de humaniora in Gent en Brugge. Toen hij in Brugge arriveerde werd hij door de historicus Jacobus Meyerus met een gedicht verwelkomd. In Brugge werd in 1541 een leerstoel opgericht voor theologie en voor letteren, met financiële middelen die hiervoor waren gelegateerd door Johannes de Witte, predikheer en eerste bisschop van Cuba. Cassander was de eerste om in 1541 de leerstoel godgeleerdheid te bekleden en hield er op 4 mei van dat jaar een inaugurale rede.
Met zijn vriend, de vermogende Cornelius Wouters, kanunnik van de Sint-Donaaskerk, maakte hij vervolgens studiereizen, waarbij hij zich o.a. inschreef in de theologische faculteiten van Keulen (1544) en Heidelberg (1546). Vanaf 1549 woonde Cassander voornamelijk in Keulen. In de geest van Erasmus, voor wie hij grote bewondering had, oefende hij veel kritiek uit op de katholieke kerk. Hij wilde ook niet met de kerk breken, maar de verschillen tussen de geloofsrichtingen met elkaar verzoenen. In dit streven bleef hij altijd volharden, op milde toon, zonder harde woorden. Hertog Willem van Gulik liet zich voor zijn religieuze politiek door de ideeën van Cassander inspireren. De graaf van Horne hoopte de bemiddeling van Cassander in de Nederlanden te kunnen gebruiken en beval hem bij Willem van Oranje aan. Samen wilden zij Cassander in de Geheime Raad benoemd zien, om zijn tolerante ideeën in de Nederlanden ingang te doen vinden. In deze opzet slaagden zij echter niet. Ook keizer Ferdinand I en zijn opvolger wensten de positieve invloed van Cassander aan te wenden, maar vanwege zijn slechte gezondheid (reumatische aandoeningen) moest hij een uitnodiging om naar Wenen te gaan afslaan.
Cassander schreef over sommige discussiepunten van zijn tijd, onder andere tegen de kinderdoop en over de toediening van de communie onder de twee gedaanten. In zijn Consultatio de articulis religionis inter catholicos et protestantes controversis (1564) probeerde hij tot een vergelijk te komen tussen protestanten en katholieken. Dit werk verscheen postuum in 1577 en werd weldra op de Index geplaatst. Hugo de Groot, wiens streven hetzelfde was als dat van Cassander, bezorgde er in 1642 een nieuwe uitgave van. Hoewel Cassander de kritiek van vele protestanten op de katholieke kerk deelde (de almacht van de paus, de reliekenverering, het celibaat), stierf hij als katholiek.
Zijn herkomst uit de Nederlanden en zijn pleidooi voor een vreedzaam naast elkaar bestaan van verschillende religies maakten hem als het ware tot een 'nationaal' hervormer en leverden hem niet alleen de waardering op van tijdgenoten als Willem van Oranje en na deze van Hugo de Groot, maar ook van latere historici als Henri Pirenne. De Leidse universiteitsbibliotheek bezit een groot aantal brieven van tijdgenoten aan Cassander.

## Publicaties
- Oratio panegyrica in laudem urbis Brugarum, et studiorum humanitatis, atque lectionis publicae nunc primum ea in urbe institutae [...], Gent, 1541
- Tabulae praeceptionu(m) dialecticarum, quae quam brevissime et planissime Artis methodum complectuntur, in puerorum et rudium gratiam, Keulen, 1545
- De baptismo infantium, testimonia veterum ecclesiasticorum scriptorum, (...), Keulen, 1563.
- De sacra communione christiani populi in utraque panis & vini specie, (...), Keulen, 1564.
- De communione sub utraque specie dialogus, una cum aliis superiore seculo scriptis et actis eodem facient, Helmest., 1642.
- Consultatio de articulis religionis inter Catholicos et Protestantes controversis consultatio, Keulen 1577 - Leiden, 1608.
- Opera quae reperiri potuerunt omnia, Parijs, 1616.
- De officio pii ac publicae tranquillitatis vere amantis viri, in hoc religionis dissidio, pamflet, 1562, 37 blz.